# Дунайська Стреда
Дунайська Стреда (словац. Dunajská Streda, нім. Niedermarkt, угор. Dunaszerdahely) — місто, громада, адміністративний центр округу Дунайська Стреда, Трнавський край, південно-західна Словаччина.
Один із центрів угорської громади Словаччини, угорці становить більшість населення у місті та окрузі.
Кадастрова площа громади — 31,45 км². Населення — 22 652 особи (станом на 2015 рік).

## Географія
Протікають Старий Клатовський канал і Клатовський канал.

## Населення
| Рік:            | 1994.  | 2004.   | 2014.   | 2024.   |
| --------------- | ------ | ------- | ------- | ------- |
| Кількість осіб: | 23 797 | 23 562  | 22 553  | 22 826  |
| Різниця:        |        | -0,98 % | -4,28 % | +1,21 % |

| Рік:            | 2023.  | 2024.   |
| --------------- | ------ | ------- |
| Кількість осіб: | 22 892 | 22 826  |
| Різниця:        |        | -0,28 % |